# Нижников, Кирилл Витальевич
Кирилл Витальевич Нижников (род. 29 марта 2000) — российский хоккеист, нападающий.

## Биография
Воспитанник московского «Спартака». В 2014 году уехал в Канаду, где занимался в клубах «Миссиссога Ребелс» (2014—2015) и «Торонто Канадиенс» (2015—2016). Играл в командах OHL «Барри Колтс» (2016/17 — 2017/18) и «Садбери Вулвз» (2017/18 — 2018/19). В конце декабря 2018 года перешёл в систему череповецкой «Северстали», подписав контракт с клубом МХЛ «Алмаз». 2 февраля 2019 года провёл единственный матч в КХЛ — дома против ЦСКА (0:4). В сезоне 2019/20 играл в OHL за «Оуэн-Саунд Аттак» и в QMJHL за «Шавиниган Катарактс». Пропустив сезон 2020/21, в сезоне 2021/22 выступал в молодёжной команде финского ТУТО, в следующем — в команде третьей по силе лиги Чехии «Орли» Зноймо. С сезона 2023/24 — игрок команды SPHL «Ноксвилл Айс Бэрс».
Бронзовый призёр хоккейного турнира зимних юношеских Олимпийских игр 2016 года.
Жена Мона Мешкати (Мона Мария Мешкати Нижникова) — хоккеистка сборной Чехии.